# Al-Raed Saudi Football Club
Maillots
Actualités
Le Al-Raed Saudi Football Club (en arabe : نادي الرائد الرياضي لكرة القدم), plus communément appelé Al-Raed (نادي الرائد : « le leader »), est un club saoudien de football fondé en 1954 et basé dans la ville de Buraydah.

## Historique
- 1954 : fondation du club
- 1986 : 1re participation en Saudi Pro League

## Infrastructures
Le stade du Roi-Abdullah (arabe : ملعب مدينة الملك عبد الله الرياضية) est un stade à usage multiple situé à Buraydah en Arabie saoudite. Il est principalement utilisé pour les rencontres de football et les compétitions d'athlétisme. Le stade dispose d'une capacité de 25 000 places.

## Personnalités du club

### Liste des entraîneurs
- China (1998 - 1999)
- Marco Cunha (2000)
- Senad Kreso (2001)
- Viorel Kraus (2003 - 2004)
- Lucho Nizzo (1er juillet 2010 - 1er décembre 2010)
- Eurico Gomes (12 décembre 2010 - 16 octobre 2011)
- Ammar Souayah (30 octobre 2011 - 3 février 2013)
- Vlatko Kostov (4 février 2013- 27 juin 2013)
- Noureddine Zekri (1er juillet 2013 - février 2014)
- Emad Al Sulami (25 février 2014 - juin 2015)
- Abdelkader Amrani (juin 2015 - 28 août 2015)
- Takis Lemonis (3 septembre 2015 - 1er février 2016)
- Aleksandar Ilić (5 février 2016 - 17 juin 2016)
- Nacif Beyaoui (17 juin 2016 - 14 mai 2017)
- Taoufik Rouabah (4 juin 2017 - 1er octobre 2017)
- Ciprian Panait (4 octobre 2017 - juin 2018)
- Besnik Hasi (26 juillet 2018 - 1er juin 2021)
- Pablo Machín (19 juin 2021 - 26 janvier 2022)
- João Pedro Sousa (26 janvier 2022 - 24 mai 2022)
- Yousef Al-Ghadeer (6 juin 2022 - 28 juin 2022)
- Marius Șumudică (30 juin 2022 - juillet 2023)
- Igor Jovičević (juillet 2023-juillet 2024)
- Odair Hellmann (depuis juillet 2024)